# Nefyn
Nefyn (pronunciado aproximadamente "Neven") es un pueblo en la costa noroeste de la Península de Lleyn (Llŷn en galés) en Gwynedd, noroeste de Gales, con una población de alrededor de 2550 habitantes. El galés es la lengua materna de casi el 80 % de sus habitantes. Nefyn es un destino sin demasiado desarrollo turístico, en especial por sus playas de arena. La A497 road termina en el centro del pueblo.
La historia de la zona se remonta al año 300 a. C., en la Edad de Hierro, con el asentamiento de Garn Boduan con vistas a Nefyn. Restos de viviendas redondas de piedra y murallas aún son visibles en lo alto de la colina (279 m).
En el pueblo tuvo lugar un torneo por parte de Eduardo I de Inglaterra en 1284 para celebrar su victoria sobre los galeses, enfatizando su importancia en aquel mismo tiempo como ciudad de comercio. En 1355 se convirtió en municipio libre y permaneció un importante centro de comercio. El mar siempre fue una parte importante de la economía de Nefyn, y con la pesca, particularmente por los arenques, llegó a mercancía clave. Fue de tal manera que el escudo de armas porta tres arenques.
Los cimientos de la vieja iglesia de Santa María datan del siglo VI a. C. Habría sido un lugar de paso importante para los peregrinos en la ruta de la isla Bardsey (Ynys Enlli). La iglesia ya no es un lugar de culto pero alberga un museo dedicado la historia marítima de Nefyn.
El nombre Nefyn tiene sus orígenes en la mitología gaélica. Indicativo del asentamiento en la península de Lleyn (en irlandés Laighin, la misma derivación que Leinster) en el siglo IV o V de tribus irlandesas. Los romanos dejaron constancia de una tribu que ocupaba la península: los llamados Gangani, los cuales también se conocen como una tribu en Irlanda. Nevin, nombre de mujer propio del habla irlandesa, significa Devoto del Santo.
El 19 de julio de 1984 un terremoto de 5.4 grados en la Escala de Richter tuvo el epicentro cerca de Nefyn. Este es uno de los temblores más fuertes que se recuerdan en el Reino Unido en los últimos tiempos, aunque apenas provocó daños estructurales. 
El 12 de diciembre de 1940 se informó de un temblor en el área por las Noticias Cambrian, habiendo causado 2 víctimas, incluyendo a John Thomas de Nefyn, que murió de un infarto de corazón.
Durante la Segunda Guerra Mundial, la Real Fuerza Aérea británica construyó una estación radar al suroeste de Nefyn.
Está hermanada con Puerto Madryn, una localidad al norte de Chubut, en  Argentina, como resultado de su gran vínculo con la cultura galesa desde el asentamiento galés en Argentina.

## Personajes famosos
La cantante triganadora del premio Brit Duffy nació el 23 de junio de 1984 en Bangor, pero creció en Nefyn. Parece que Duffy todavía ve a Nefyn como su casa, diciendo tras el triunfo Brit que iba de vuelta durante un tiempo para relajarse y comer huevos escoceses de su tía.
El ilustre arpista John Parry (aprox. 1710 - 1782) conocido como Parry Ddall Rhiwabon o Blind Parry de Rhiwabon, nació en Nefyn cerca de 1710.
Sir Thomas Duncombe Love Jones-Parry (1832-1891) primer Baronet, Liberal Miembro del Parlamento y uno de los fundadores de la Colonización galesa en Argentina, heredó la mansión Madryn cerca de Nefyn en 1853.
Elizabeth Watkin-Jones (1887 - 1966), autora de libros infantiles en galés que recibió varios premios. Nació en Nefyn el 13 de julio de 1887.
El actor Rupert Davies, quien actuó como Maigret en la serie de televisión de la BBC en la década de 1960. Está enterrado en Pistyll, cerca de Nefyn.

## Ciudades hermanadas
- Puerto Madryn, Argentina